# J. Heinrich Kramer
J. Heinrich Kramer (* 20. März 1907 in Geestemünde; † 4. September 1986 in Bremerhaven) war ein deutscher Unternehmer und Politiker (FDP). Er war Mitglied der Bremischen Bürgerschaft.

## Biografie

### Familie, Ausbildung und Beruf
Kramer war der Sohn von Johann Heinrich Kramer. Er absolvierte eine Ausbildung zum Kupferschmied und wurde Kupferschmiedemeister. 1929 übernahm ihn sein Vater in die von ihm 1901 gegründete Kupferschmiede in Bremerhaven. 
Die Firma wurde nach der nationalsozialistischen Machtübernahme durch Rüstungsfertigung, u. a. Ausrüstungsteile für Schiffsantriebe, in den 1930er Jahren zu einem mittelständischen Unternehmen ausgebaut.
Nach dem Krieg erweiterte Kramer den Betrieb. Er war auch im Wohnungsbau für die Betriebsangehörigen tätig.
Kramer war mit Marianne Kramer (1926–2014) verheiratet. Sein Sohn Ingo Kramer führte die J. Heinr. Kramer Gruppe (J.H.K. Gruppe) seit 1982 als Geschäftsführer und von 1986 bis 2018 als geschäftsführender Gesellschafter weiter und wurde 2013 Präsident der Bundesvereinigung der Deutschen Arbeitgeberverbände (BDA). Seit 2016 ist sein Enkel Julius Kramer als geschäftsführender Gesellschafter in der J.H.K. Gruppe tätig.

### Politik
Kramer beantragte am 30. November 1937 die Aufnahme in die NSDAP und wurde rückwirkend zum 1. Mai desselben Jahres aufgenommen (Mitgliedsnummer 5.688.948), im selben Jahr schloss er sich auch der NSV an.
1948 wurde er als Mitläufer entnazifiziert
Nach dem Krieg wurde er Mitglied der FDP und von 1954 bis 1972 zum Vorsitzenden des FDP-Kreisverbandes Bremerhaven gewählt.
Er war von 1959 bis 1975 Mitglied der Bremerhavener Stadtverordnetenversammlung und seit 1963 dort FDP-Fraktionsvorsitzender. Zuvor war er nach 1959 als ehrenamtlicher Stadtrat aktiv.
Er war von 1955 bis zu seinem Ausscheiden am 4. November 1963 Mitglied der Bremischen Bürgerschaft und in verschiedenen Deputationen der Bürgerschaft tätig.

### Weitere Mitgliedschaften
- Kramer war Mitglied im Geestemünder Turnverein (GTV) und 1955 gründeten  er und andere Vereinsmitglieder die Zweigstelle Bremerhaven der Deutschen Olympischen Gesellschaft.
- Er war von 1955 bis 1986 Vorsitzender der Zweigstelle der Deutschen Olympischen Gesellschaft in Bremerhaven.
- Er war von 1969 bis 1984 Vorsitzender des Arbeitgeberverbandes Bremerhaven.
- Er war von 1976 bis 1981 Vorsitzender der Vereinigung der Arbeitgeberverbände im Land Bremen.
- Er war von 1971 bis 1981 Vizepräsident der Industrie- und Handelskammer Bremerhaven (IHK).